# 마쓰가사키촌 (교토부)
마쓰가사키촌(일본어: 松ヶ崎村)은 일본 교토부 오타기군에 설치되었던 촌이다.